# Drosanthemum sessile
Drosanthemum sessile là một loài thực vật có hoa trong họ Phiên hạnh. Loài này được (Thunb.) Schwantes mô tả khoa học đầu tiên năm 1927.